# Deutz D 40
Der Deutz D 40 ist ein Ackerschlepper, der von Klöckner-Humboldt-Deutz zwischen 1959 und 1964 in Serie hergestellt wurde.

## Typenübersicht
- D40
- D 40.1 / D40.1S
- D 40L (Werksbezeichnung D40.2)

## Geschichte
In den 1950er Jahren nahm die Mechanisierung der Landwirtschaft in Deutschland und Europa deutlich an Fahrt auf. Die Klöckner-Humboldt-Deutz AG (KHD) reagierte darauf mit Modernisierung Produktpalette und Einführung der Deutz D-Serie, die 1958 der Öffentlichkeit vorgestellt wurde und sich rasch zur Erfolgsbaureihe des Kölner Traktor- und Motorenherstellers entwickelte und von 1959 bis 1965 in den KHD-Werken produziert wurde.
Obwohl der D 40 als Nachfolger des F3L514 angetreten war, waren die äußerlichen Unterschiede zu diesem anfänglich nur gering. Die wichtigste Neuerung war der Einsatz des neuen, luftgekühlten Dieselmotors des Typs F3L 712, der im Basismodell 35 PS (26 kW) leistet. Die S-Version des D 40 sollte den Schlepper aufwerten und war deshalb etwas besser ausgestattet als das Basismodell und wurde mit einem Motor von 38 PS (28 kW) ausgerüstet. Bereits 1959 stellte KHD die Modelle D 40.1 und D 40.1 S vor. Diese wurden erneut von dem luftgekühlten Motor F3L712 (ab 1964 F3L812) angetrieben, außerdem erhielten sie das neue Deutz 7/3 Getriebe. Die Schlepper erhielten außerdem die charakteristischen Gestaltungsmerkmale von Deutz, das breite Haubengitter und die Messing-Rosette in der Front der Motorhaube.
1962 fürte KHD einen weiteren, völlig überarbeiteten D 40 ein, der die offizielle Typenbezeichnung D 40 L (Werksbezeichnung D40.2) erhielt und mit dem Motor F3L712 (ab 1964 F3L812) sowie dem Getriebe T35 (8/2 Gänge) ausgestattet wurde. Hierdurch entstand ein leichterer, aber dennoch leistungsfähiger Mittelklasse-Traktor, der parallel zum D 40.1 beziehungsweise D 40.1 S produziert wurde. Die äußerliche Ähnlichkeit zwischen D 40 L und D 40.1/D40.1S sorgt seither immer wieder für Verwechslungen, obwohl es sich um zwei völlig unterschiedliche Schleppertypen handelt. Ab 1964 baute KHD den neuen Dieselmotor vom Typ F3L 812 in den D 40 L und den D 40.1/D40.1S ein.
Mit Einführung der Deutz-Serie 05 (1965) wurde der D 40.1/D40.1S vom Markt genommen. Der D 40 L wurde vom D 4005 abgelöst, der später wiederum von den Typen D 4006 und D 4007 abgelöst wurde.

## Technik
Der Deutz D 40 ist ein Traktor in rahmenloser Blockbauweise mit hinterer Starrachse und gefederter vorderer Pendelachse. Angetrieben wird der Schlepper von einem luftgekühlten Reihendreizylinder-Viertakt-Wirbelkammer-OHV-Nasssumpf-Dieselmotor des Typs F3L 712 mit Bosch-Einspritzanlage, der einen Hubraum von 2550 cm3 hat und 35 PS (26 kW) bei 2150 min−1 leistet. Der Motor des D 40 S leistet 38 PS (28 kW) bei 2300 min−1. Im letzten Baujahr (1964) kam der damals neue luftgekühlte F3L 812 zum Einsatz. In dieser Version, die heute relativ selten anzutreffen ist, leistet der Motor 40 PS (29 kW) was den D 40.1 S zur leistungsstärkste Variante dieses Schleppertyps macht. Bei F3L 712 wie auch F3L 812 wird das Drehmoment über eine Einscheibentrockenkupplung von Fichtel & Sachs auf ein unsynchronisiertes Siebengangschubradgetriebe mit drei zusätzlichen Rückwärtsgängen übertragen, der erste Gang ist als Kriechgang gedacht. Der Fahrbereich reicht von 0,6 km/h bis 20 km/h. Angetrieben werden nur die Hinterräder; das Hinterachsdifferenzial ist sperrbar. Gelenkt wird mit einer ZF-Gemmerlenkung, gebremst mit einer auch als Lenkbremse einsetzbaren Trommelbremsanlage an der Hinterachse. Für die Kraftabnahme hat der D 40.1 eine Getriebezapfwelle, die auf den Betrieb als Wegezapfwelle umschaltbar ist. Der Antrieb des Mähwerks hat eine Rutschkupplung. Zur Ausstattung des Deutz D 40.1 gehören darüber hinaus zwei Frontscheinwerfer mit Fern-, Abblend- und Standlicht, ein Signalhorn, eine Blinkanlage, sowie eine Steckdose für die Anhängerbeleuchtung und Handlampe. Zur optionalen Sonderausstattung des Deutz D 40.1 zählen ein Baas-Frontlader, ein Fritzmeier-Verdeck, ein zweiter Kotflügelsitz sowie eine Seilwinde.